# Pelomedusidae
Famille
Les Pelomedusidae sont une famille de tortues. Elle a été créée par Edward Drinker Cope en 1868.
Elle comprend une vingtaine d'espèces de tortues aquatiques pleurodires. 

## Répartition
Les espèces de cette famille se rencontrent en Afrique subsaharienne.

## Liste des genres
Selon TFTSG (24 mai 2011) :
- genre Pelomedusa Wagler, 1830
- genre Pelusios Wagler, 1830

et le genre fossile :
- genre †Platycheloides Houghton, 1928

## Taxinomie
Elle était considérée comme une sous-famille et certains auteurs conservent cette classification.

## Publication originale
- Cope, 1868 : An examination of the Reptilia and Batrachia obtained by the Orton Expedition to Equador and the Upper Amazon, with notes on other species. Proceedings of the Academy of Natural Sciences of Philadelphia, vol. 20, p. 96-140 (texte intégral).